# Acacia cornigera
Acacia cornigera är en ärtväxtart som först beskrevs av Carl von Linné och som fick sitt nu gällande namn av Carl Ludwig von Willdenow.
Acacia cornigera ingår i släktet akacior och familjen ärtväxter. Inga underarter finns listade i Catalogue of Life.

## Bildgalleri

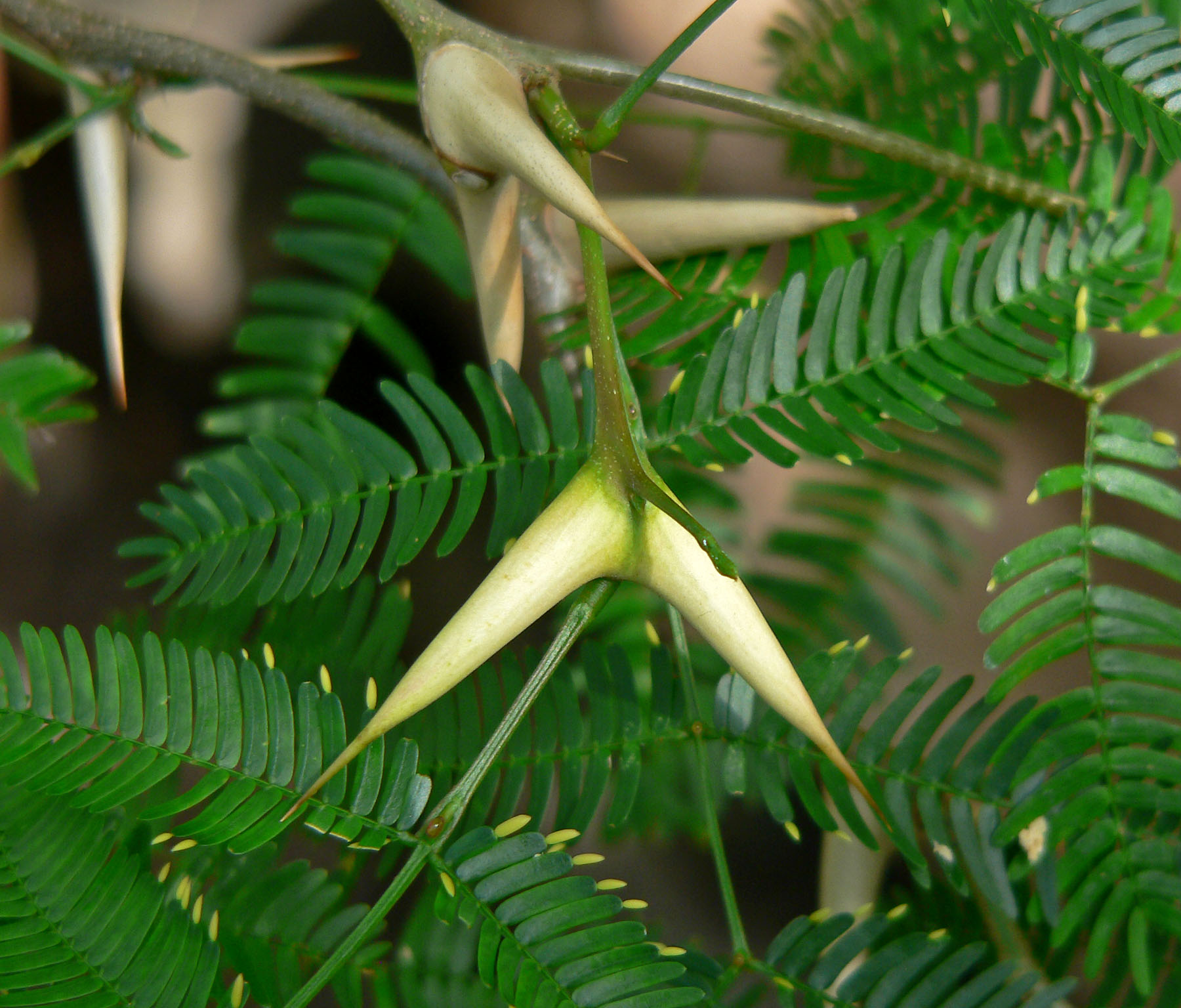
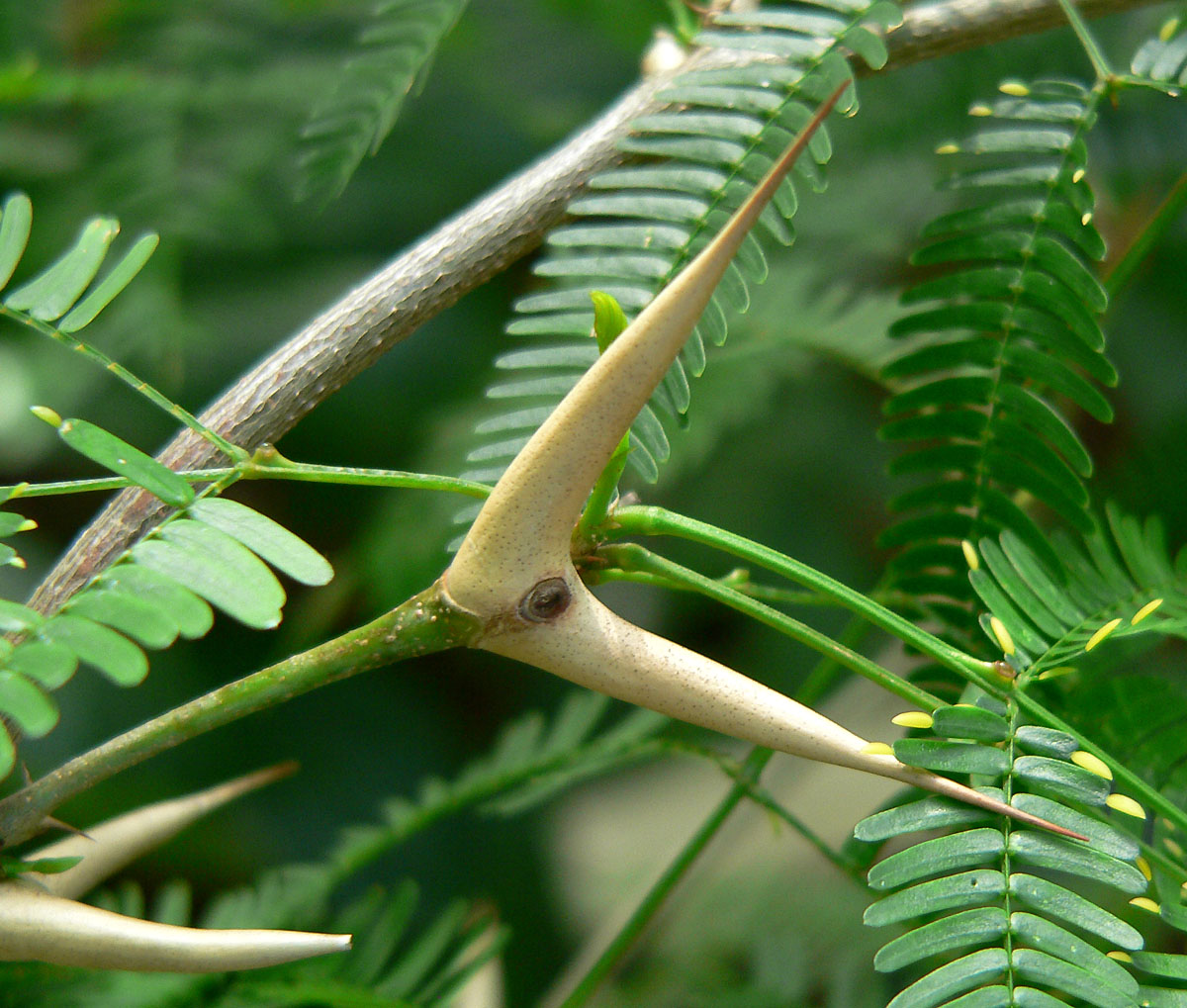
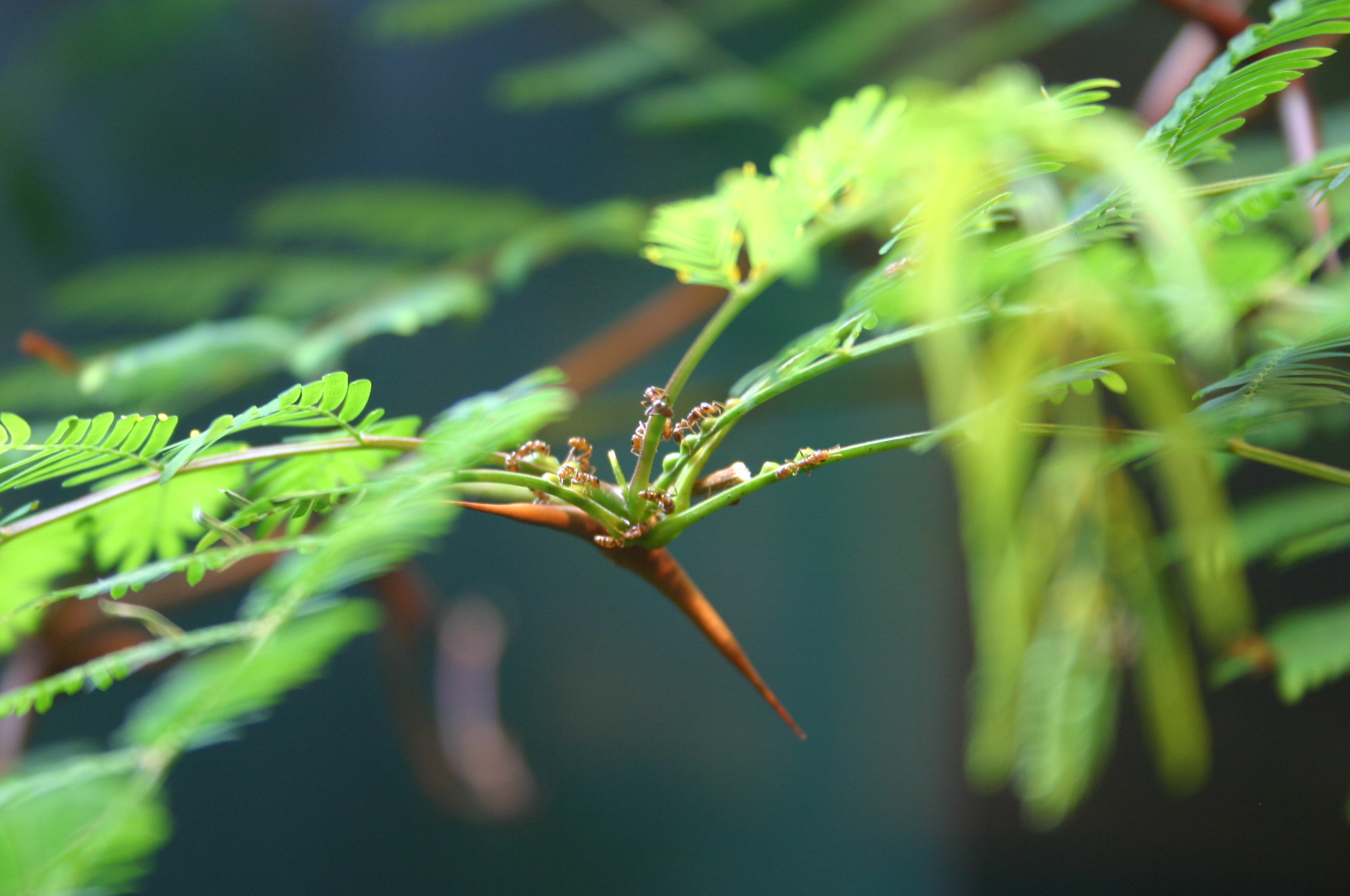
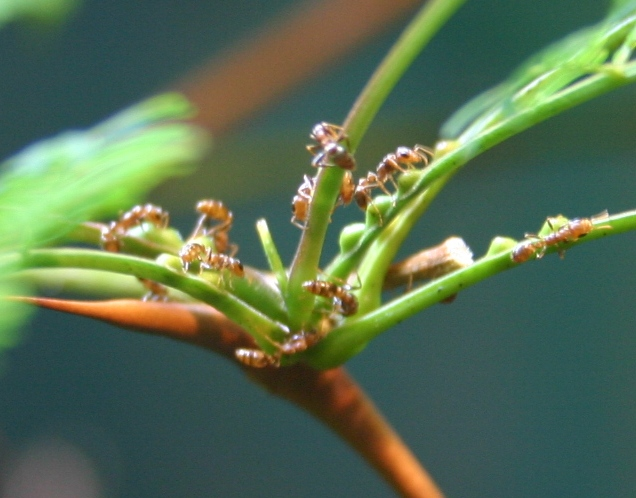